# Wexford
Wexford (en irlandais : Loch Garman) est une ville du comté de Wexford en république d'Irlande.
Son nom dérive du vieux norrois Waes Fjord, approximativement : « le bras de mer dans les terrains boueux ». En effet, la ville a été fondée par des Vikings gaels, ou Gall Gàidheal.
C'est la capitale du comté de Wexford dans la province du Leinster.

## Géographie

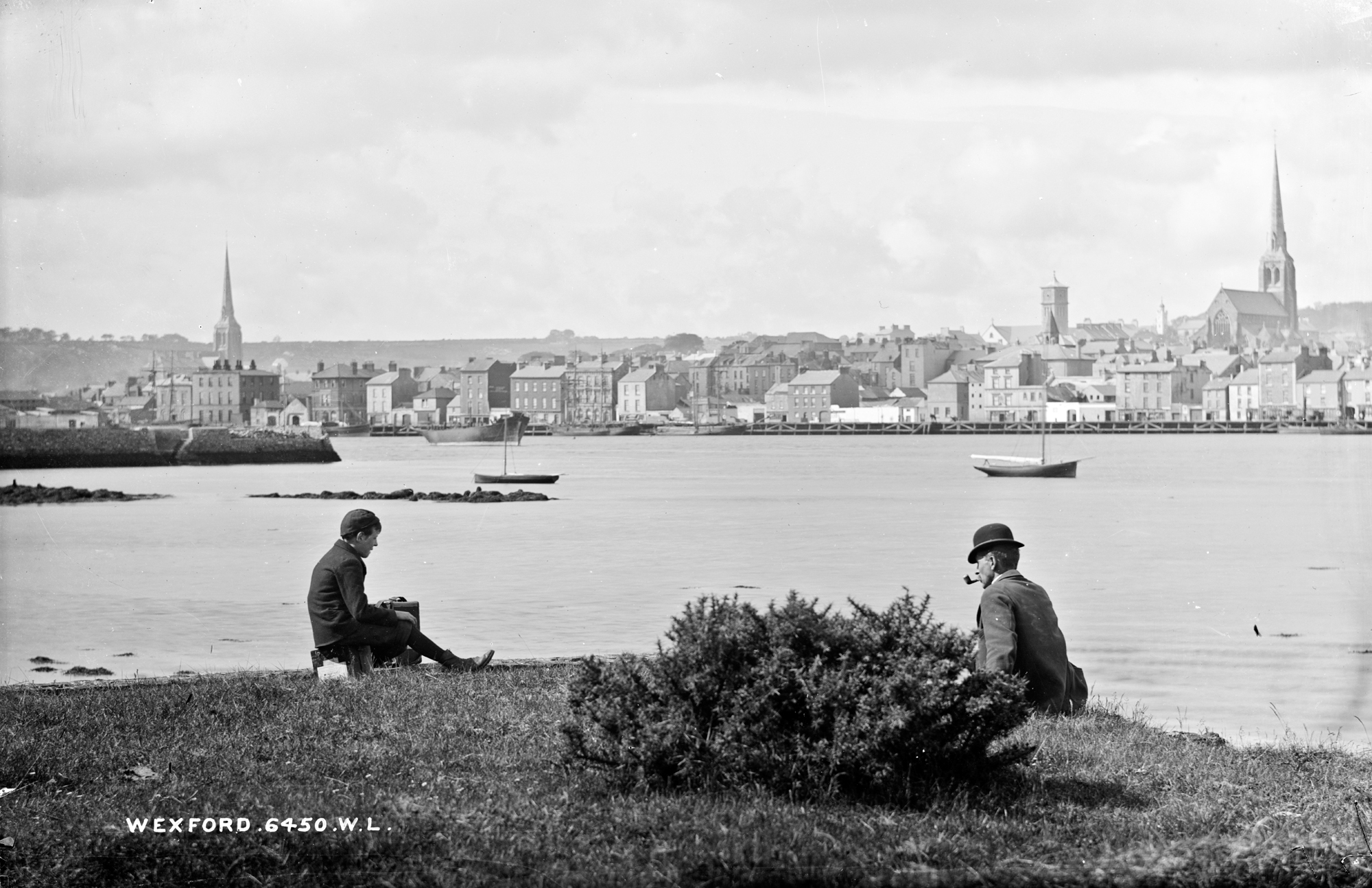
Wexford entre 1882 et 1914, Robert French (1841-1917).

Cette petite ville portuaire se situe à la pointe sud-est de l'Irlande, plus précisément au fond de la baie de Rosslare. Wexford se trouve à proximité du complexe portuaire de Rosslare Europort spécialisé dans le transport des voyageurs avec la Grande-Bretagne et la France.
Wexford est située à 138 km au sud de Dublin, la capitale de l'Irlande, et à 192 km à l'est de Cork, la deuxième ville du pays. La ville est reliée directement par voie ferrée à la capitale et a pu bénéficier de sa modernisation grâce à la mise en place du complexe portuaire des ferries européens de Rosslare Europort.
La Slaney recueille les eaux du versant méridional des monts Wicklow et s'achève à Wexford par un large estuaire mêlant ses eaux à la baie de Rosslare; cette dernière s'ouvrant sur le canal Saint-Georges.

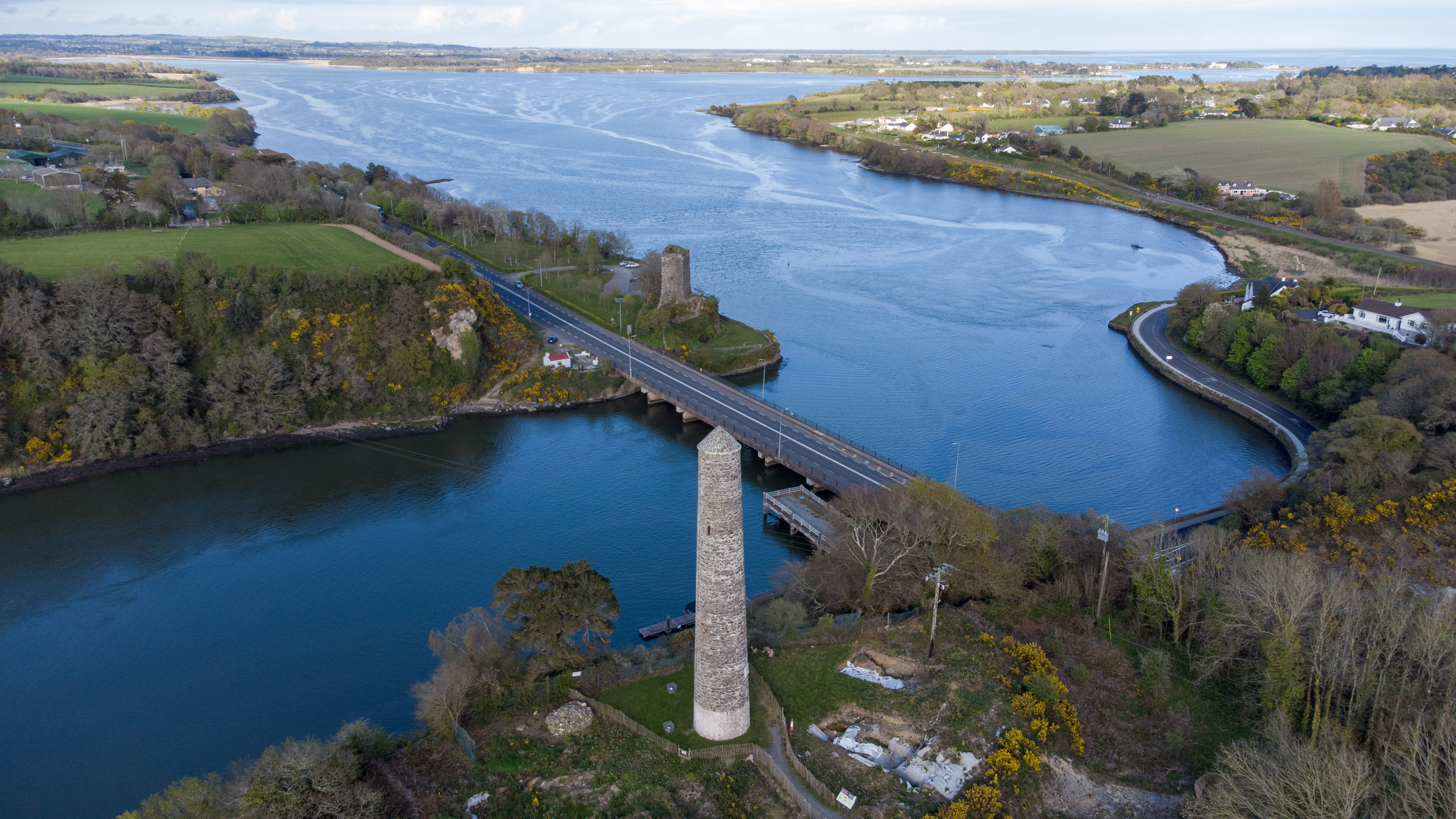
Tour ronde de Ferrycarrig de 1857, en hommage aux hommes de Wexford qui ont perdu la vie pendant la guerre de Crimée.
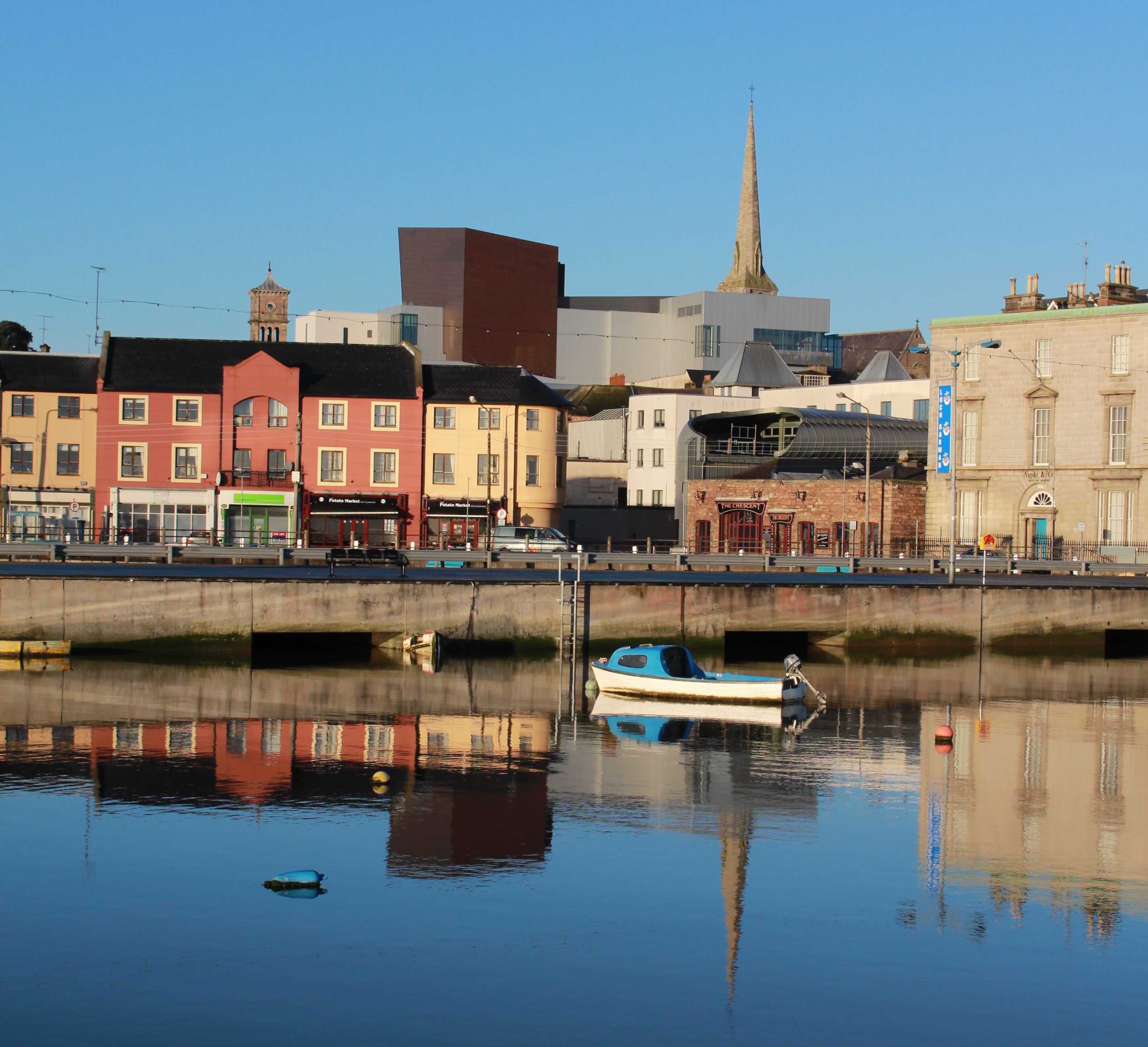
le quai Crescent et l'Opéra national de Wexford.
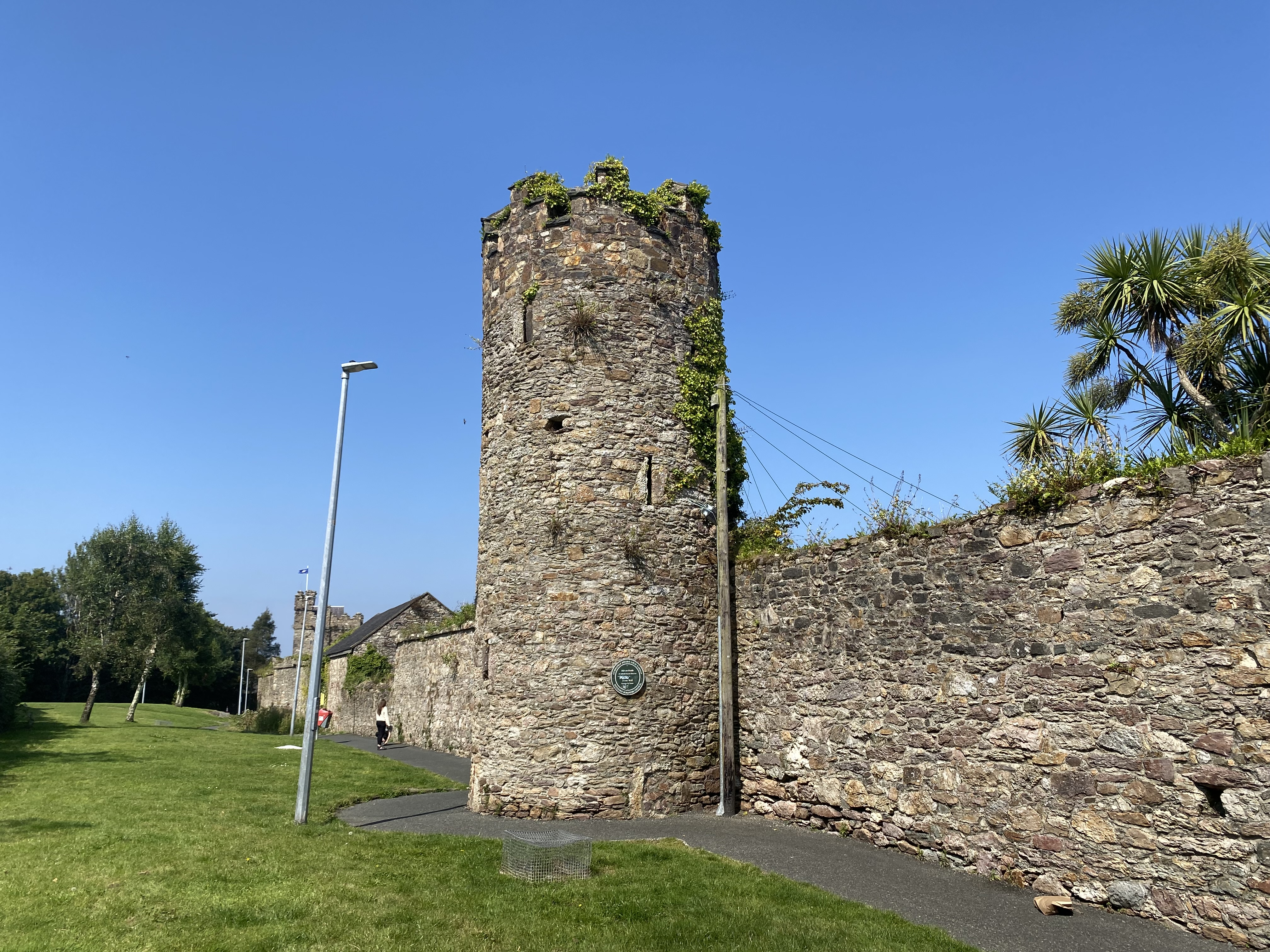
Mur d'enceinte de la ville.

## Histoire
En mai 1169, durant l'Invasion normande de l'Irlande, la ville est assiégée (en) par les troupes normandes et celles de Diarmait Mac Murchada (Dermot MacMurragh).
L'histoire de Wexford au début et au milieu du XVIIIe siècle est moins souvent évoquée que les périodes ultérieures, mais son impact est évident dans le tissu architectural de la ville, à l'image des maisons Dutch Billy à pignon, comme celles de Main Street.
Le comté de Wexford fut le centre de la rébellion de 1798 contre la domination britannique, et la ville de Wexford fut tenue par la Société des Irlandais unis (United Irishmen) pendant toute la durée de la rébellion de Wexford qui débuta le 26 mai. Le 5 juin, les rebelles catholiques s’emparèrent de la ville et tuèrent environ 200 protestants durant le massacre de Scullabogue Barn (mais il y avait également une vingtaine de catholiques). Ce massacre a été perpétré en réaction à des rapports faisant état d'atrocités commises par les forces gouvernementales britanniques au cours de la bataille de New Ross. Les personnes tuées étaient des prisonniers fidèles à la Couronne britannique et c'est le seul cas où les rebelles ont tué des femmes et des enfants pendant la rébellion. Cependant, les forces de la Couronne ont afflué dans la région, s'engageant dans une contre-insurrection brutale qui a ciblé sans distinction les rebelles présumés et a finalement supprimé toutes les activités contestataires dans le comté.

## Monuments

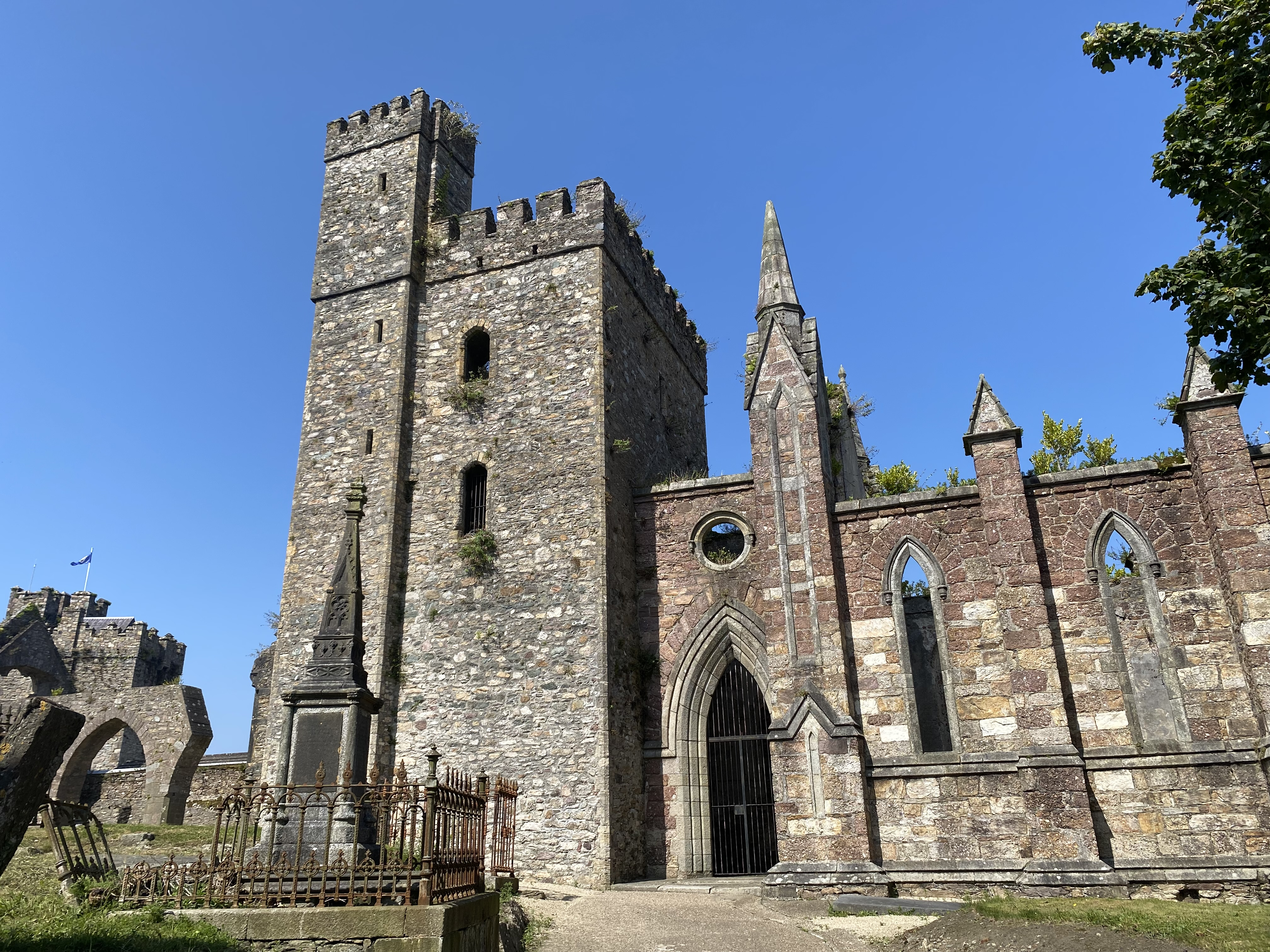
Ancienne abbaye de Selskar.

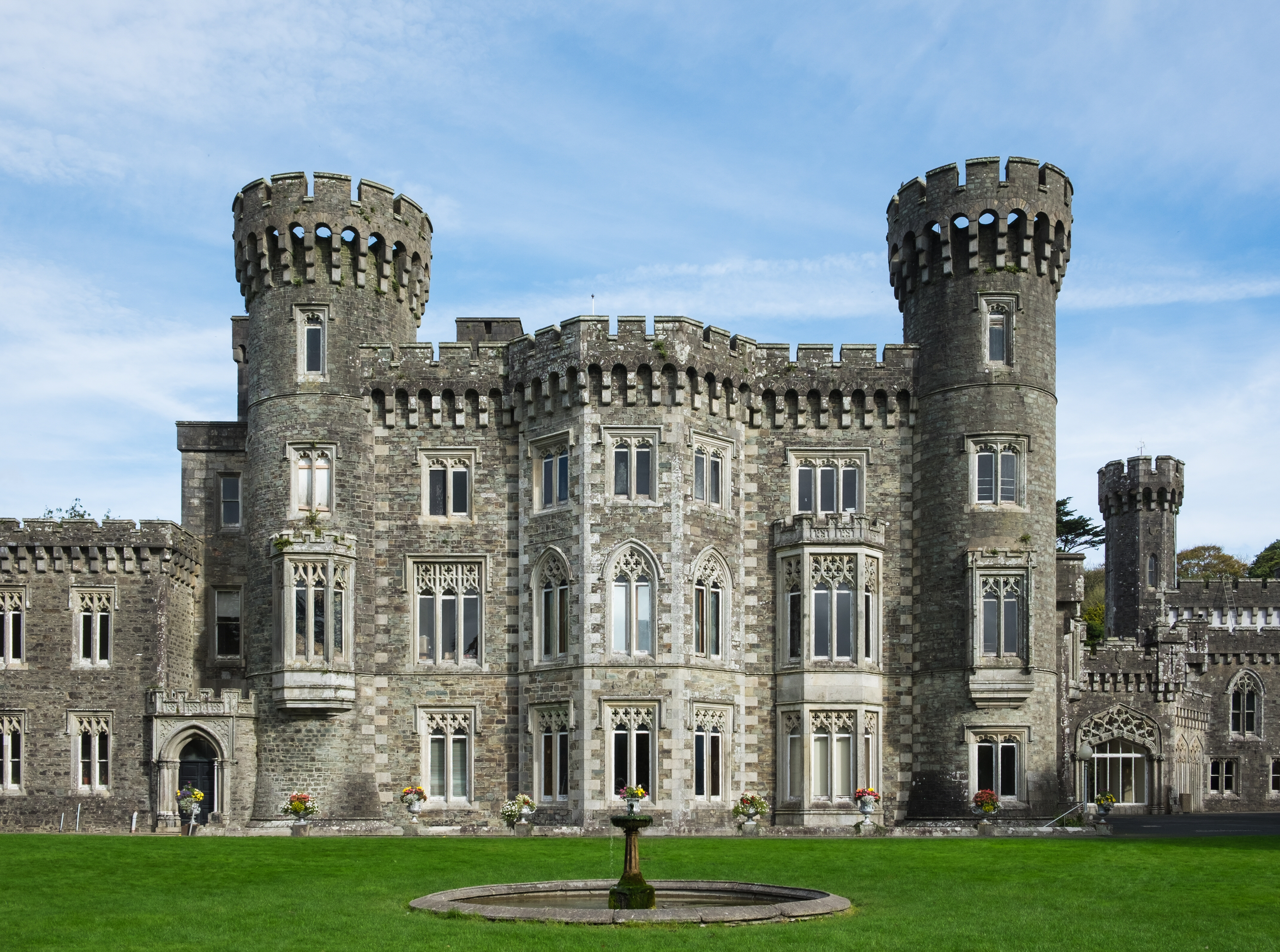
Johnstown Castle.

En 1169, les Normands conquirent la ville et construisirent les défenses en pierre que nous voyons aujourd'hui. C'est au début du XIIIe siècle que les murs d'enceinte ont été achevés. Les remparts de la ville couvraient une distance de 1,25 km, dont 800 m environ subsistent encore aujourd'hui.
L'abbaye de Selskar est une ancienne abbaye de chanoines augustins aujourd'hui en ruine et fondée au XIIe siècle.
Le château de Johnstown, situé à environ 6 km de Wexford, est le siège de Teagasc, de l'Agence de protection de l'environnement et du ministère de l'Agriculture, de l'Alimentation et de la Marine.
Le National Opera House est un théâtre inauguré en 2008. Il accueille le Wexford Festival Opera tous les ans en octobre.
Le Wexford Arts Centre, ancien bâtiment municipal qui a servi de siège au conseil du borough de Wexford pendant la majeure partie de la première moitié du XXe siècle, abrite aujourd'hui un centre artistique.

## Religion

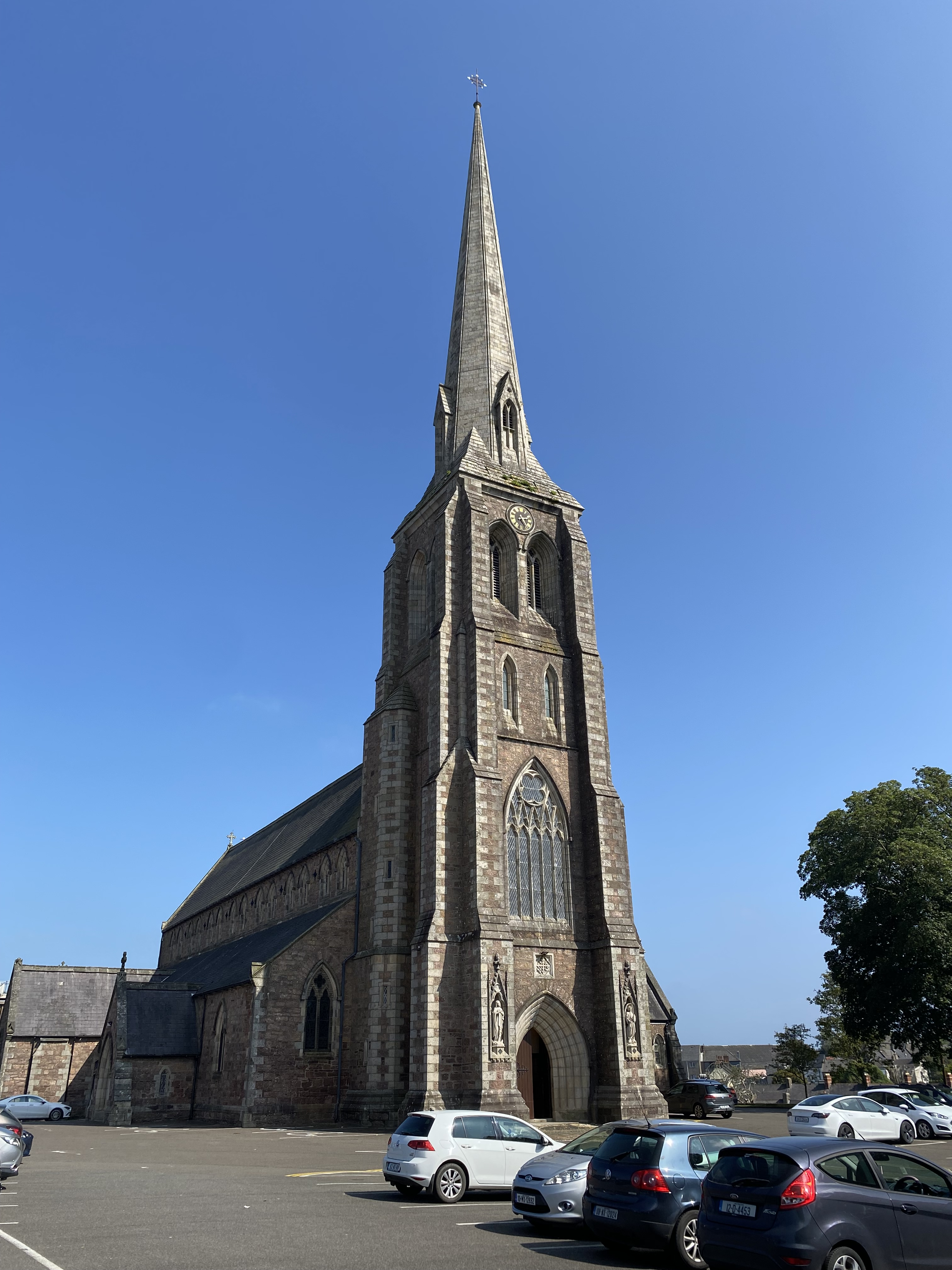
L'église de l'Assomption.

Wexford est le siège de l'évêché catholique romain de Ferns, qui existe depuis la fin du VIe siècle. La cathédrale Saint-Aidan se trouve toutefois à Enniscorthy. Les églises jumelles de l'Assomption et de l'Immaculée-Conception, sont des sites emblématiques de Wexford. Construites au milieu du XIXe siècle d'architecture néoclassique, elles sont l'œuvre de Richard Pierce. L'Église d'Irlande est représentée par l'église Saint-Iberius du XVIIIe siècle, dédiée à saint Ibar de Beggerin (en) (Iberius) du nom d'une ancienne île du port de Wexford avant sa poldérisation où le missionnaire s'établit. Conçue par John Roberts, l'intérieur est de style géorgien, tandis que l'extérieur est de style néo-Renaissance.

## Jumelages
| Ville | Ville      | Pays | Pays       | Période                  |
| ----- | ---------- | ---- | ---------- | ------------------------ |
|       | Annapolis, |      | États-Unis | depuis le 5 juillet 1993 |
|       | Couëron,   |      | France     | depuis 1982              |
|       | Fleurus,   |      | Belgique   | depuis le 15 avril 2017  |
|       | Lugo,      |      | Italie     | depuis 2003              |

Wexford, Couëron et Fleurus constituent un cas de jumelage tripartite.

## Personnalités
John Banville (1945-), écrivain, scénariste et journaliste, prix Booker.
Eoin Colfer  (1965–), écrivain, enseignant et comédien. Notamment auteur d’Artémis Fowl.